# 集體欺凌
集體霸凌（英語：Mobbing）是指一群人集體霸凌某一個人的情況。這種行為可在學校和工作場所發生。
同事集體以造谣、暗示、恐吓、羞辱、诋毁、孤立等方式迫使某人亂職的情況，也可稱之為騷擾。

## 概念發展
康拉德·洛伦兹在其著作《論攻擊性》（1966）中，首次描述了鳥類等動物的集體欺凌行為，並把其歸結於达尔文式的生存斗争本能。在他看来，大多数人先天便會有類似的衝動，但他們最終卻能以理性控制之。
到了1970年代，瑞典醫師彼得·保罗·海尼曼（Peter-Paul Heinemann）應用了洛伦兹的概念，以之形容一群孩童對一名同輩目標的攻擊性行為。
在1980年代，执业心理学家海因茨·莱曼教授把此一用詞應用在職場上的群體性欺凌現象。 
2011年，人类学家珍妮絲·哈珀（Janice Harper）表示，一些反欺凌的手法事實上會把「欺凌」這一負面標籖貼在當事人身上，使人們疏離被標籖者，促成了集體欺凌的發生。在部分個案當中，這會令他人拒絕與之合作，甚至要求解僱他們。

## 成因
珍妮丝·哈珀（Janice Harper）在《赫芬顿邮报》及《今日心理學》中寫道，集體欺凌是灵长类动物的天性，参与的人不一定是「恶魔」或「瘋子」，但反映了在上位者向群眾傳達不想某人出現時，他們所作出的反應。因此她表示，任何人皆可能會參與集體欺凌，且只要目标还在群體當中，集體欺凌就幾乎會成為一種常態，並會出現愈演愈烈的趨勢。她及後寫了一本探討動物行為、組織文化、群體侵略的著作，她於當中表示集體欺凌是一種群体侵略行為，處於结构性暴力连续体之內。种族灭绝則是集體侵略當中最為極端的。

## 發生地點

### 職場
英國反欺凌研究者安德烈·亚当斯與蒂姆·菲尔德會把在職場發生的有關行為稱作「職場霸凌」，而非「集體欺凌」。他们认为「集體欺凌」是一種較為特殊的欺凌，跟大多欺凌不同。他們將之定義為「一种情感上的侵犯。当某人成為不值得尊重和傷害行為的目標時，它就已經开始了。透過暗示、谣言、公开诋毁等方式，营造一個敌对的环境，让某人自願或不自願地參與到持續的惡意行動當中，迫使一个人离开工作岗位」。
亚当斯（Adams）和菲尔德（Field）认为，集體欺凌通常出现在组织性生产或工作方法不佳、欠管理的工作环境當中。集體欺凌的受害者通常是「有智慧、能力、创造力、正直感、成就感、奉献精神的特殊个体」。
拉姆齊（Ramsay）和巴克（Barker）則認為，在一些英语国家，職場「集體欺凌」是一个不為人熟悉的词汇。一些研究者認為集體欺凌只是欺凌的同義詞。他們視職場集體欺凌為一種透過八卦、谣言、失實指控，而在職場傳播開來的「病毒」或「癌症」。它是一種蓄意以羞辱、骚扰、精神虐待和/或恐怖手段，來迫使某人辭職的行為。集體欺凌可被形容為「結夥欺凌」。集體欺凌是由一个领导者领导执行的。领导者會召集其他人，一起對目標進行「暴徒般」的行為。

### 校園
艾略特確認了集體欺凌在校園當中仍是一種普遍現象。他們會透過製造谣言、暗示、诋毁、排斥、恐嚇等手段，來使目標人物看似要為相關行為負上責任（指责受害人）。

### 學院
肯尼斯·韋斯休斯就學院集體欺凌的情況進行了研究，結果顯示個人的差異會增加脆弱性，當中高危因素有外籍身份、性別不同；専攻音乐、文学等受到后现代主义較大影響的领域；经济压力；上級過於咄咄逼人。其他因素則包括嫉妒、異見、校园政治。

## 影響
職場集體欺凌的受害者可能面臨的後果有適應障礙、心理創傷（例如創傷性顫抖、突發选择性缄默症）、創傷後壓力症候群、重性抑鬱疾患、軀體化障礙。
就創傷後壓力症候群的受害者而言，莱曼（Leymann）表示有關「心理影響能与經歷战争或监狱营後，所產生的創傷後壓力症候群相媲美」。部分受害者會出現酗酒或濫用其他物質的情況。他們的家庭關係可能會變差，且在街上面對陌生人時可能表現出冒犯行為。受害者及目擊者甚至會出現短暫的職業性思覺失調。莱曼估計，瑞典約15%的自殺個案可直接歸咎於職場集體欺凌。

## 量表
一些社會學家及著者已開發出識別集體欺凌行為的量表。集體欺凌行為的常見评估方法有：根据集體欺凌行為的預先定義，量化集體欺凌行为的频度；量化被调查者所认定的集體欺凌行為的出現频度。這兩套方法分別稱為「行為經歷法」和「自我標籖法」。
量度集體欺凌行為的常用量表有：
- 雷曼心理恐懼量表（Leyman Inventory of Psychological Terror, LIPT）[15]
- 職場霸凌量表（Negative Acts Questionnaire Revised, NAQ-R）[16]
- 卢森堡職場集體霸凌量表（Luxembourg Workplace Mobbing Scale, LWMS）[14]

## 抗衡
有意見認為，組織能透過承认該些行為是會帶來負面影響的欺凌行為，來進行遏制。由於部分組織沒有清晰定明可接受和不可接受的行為，使得人們可能無意地作出集體欺凌行為，故準確定義是遏制有關行為的重要一步。這能提供了一個清晰框架，讓受害者可從正式渠道應對集體欺凌。缺乏之，處理者則有可能只能按個別情況處理，且不能為之進行預防工作，甚至使欺凌者認為這種行為是得到默許的。

## 延伸閱讀
- Maureen P. Duffy; Len Sperry. . New York: Oxford University Press. 2012-02-03. ISBN 978-0-19-538001-9.
- Davenport NZ, Schwartz RD & Elliott GP Mobbing, Emotional Abuse in the American Workplace （页面存档备份，存于）, 3rd Edition 2005, Civil Society Publishing. Ames, IA,
- Hecker, Thomas E. . The Journal of Academic Librarianship. 2007, 33 (4): 439–445. doi:10.1016/j.acalib.2007.03.003.
- Shallcross L., Ramsay S. & Barker M. "Workplace Mobbing: Expulsion, Exclusion, and Transformation (2008) (blind peer reviewed) Australia and New Zealand Academy of Management Conference (ANZAM)
- Westhues. Eliminating Professors: A Guide to the Dismissal Process （页面存档备份，存于）. Lewiston, New York: Edwin Mellen Press.
Westhues K The Envy of Excellence: Administrative Mobbing of High-Achieving Professors （页面存档备份，存于） Lewiston, New York: Edwin Mellen Press.]
Westhues K "At the Mercy of the Mob" OHS Canada, Canada's Occupational Health & Safety Magazine (18:8), pp. 30–36.
- Institute for education of works councils Germany – Information about Mobbing, Mediation and conflict resolution （页面存档备份，存于） (German)
- Zapf D. & Einarsen S. 2005 "Mobbing at Work: Escalated Conflicts in Organizations." Counterproductive Work Behavior: Investigations of Actors and Targets. Fox, Suzy & Spector, Paul E. Washington, DC: American Psychological Association. p. vii